# حوت زعنفي
الحوت الزعنفي أو الهِرْكُول المَعْرُوف (الاسم العلمي: Balaenoptera physalus) (بالإنجليزية: Fin Whale)‏ المعروف أيضاً باسم حوت الزعنفة الظهرية، حوت الشفرة الظهرية، والحوت الأخدودي الشائع، هو حيوان مائي لبون ينتمي إلى تحت رتبة الحيتان البالينية. هو ثاني أكبر الحيتان حجماً، وثاني أكبر حيوان على سطح الأرض بعد الحوت الأزرق، حيث ينمو ليصل لما يقارب 24 متراً تقريباً في النصف الشمالي من الكرة الأرضية، و27 متر في النصف الجنوبي.
يتميز الحوت الزعنفي بشكله الطويل والانسيابي، وباللون الرمادي أو البني المسود الذي يغطيه فيما عدا المنطقة البطنية، حيث يسودها لون أفتح. يوجد نوعان معروفان من الحيتان الزعنفية، وهما: الحوت الزعنفي الشمالي المنتشر شمال المحيط الأطلسي، والحوت الزعنفي القطبي المنتشر في المحيط المتجمد الجنوبي. ينتشر الحوت الزعنفي في جميع المحيطات الكبيرة بشكل عام، سواء أكانت قطبية أو استوائية، ويكثر في البحار المعتدلة أو الباردة، إلا أنه يغيب في البحار التي تنتشر فيها كتل الجليد الطافية في القطبين الشمالي والجنوبي، والبحار الصغيرة البعيدة عن المناطق المفتوحة. يتغذى الحوت الزعنفي بشكل أساسي على الأسماك الصغيرة، الحبار، والقشريات كالكريل.
تعرض الحوت الزعنفي، كمعظم الحيتان الضخمة الأخرى، إلى الصيد بشكل مكثف خلال القرن العشرين، مما جعله أحد الحيوانات المهددة بالانقراض.
تم الإبلاغ عن أكثر من 725000 الحيتان زعنفة مأخوذة من نصف الكرة الأرضية الجنوبي وحده بين 1905 و1976 وهناك اعتقاد الآن أن يكون 38000 فقط في تلك المنطقة . وقد أصدرت اللجنة الدولية لصيد الحيتان (IWC) وقفا على الصيد التجاري للحيتان هذا، بالرغم من استئناف أيسلندا واليابان الصيد: في عام 2009 و2010، اخذت أيسلندا الحيتان زعنفة 125 و148، في حين أن اليابان اتخذت 18 من الحيتان الزعنفة في سبعة مواسم (2005-12) من صيد الحيتان في القطب الجنوبي .صدرت أيسلندا 500 حتي 600 طن من لحوم الحيتان الزعنفة إلى اليابان في عام 2011، يستحق 486189000 ISK (3.8 مليون دولار) وتصاد أيضا الأنواع من جرينلاند تحت الإقامة السكان الأصليين. وتشير التقديرات إلى أن عدد سكان الحيتان الزعنفة المتبقية في مجموعة بحار العالم من أقل من 100،000 إلى 119،000 تقريبا. والتصادم مع السفن والضوضاء الناتجة عن أنشطة بشرية تهدد أيضا بشكل ملحوظ الانتعاش.

## المواصفات
أخذ الحوت الزعنفي اسمه من زعنفته الظهرية المنتصبة فوق ظهره يبعد بمسافة ثلثي الجسم من الرأس. للحوت الزعنفي جسد طويل وانسيابي يميزه عن باقي الحيتان الضخمة، ويتخذ الرأس شكلاً شبيهاً بالرقم 7، وهو مسطح من أعلى، بحيث تمتد ثلمة واحدة فقط من فتحة التنفس إلى المنقار (الجزء العلوي من الرأس). تتراوح عدد الطيات في المنطقة البطنية ما بين 56 إلى 100 طية تقريباً، وتمتد من الفك السفلي حتى السرة. يبلغ الطول المتوسط لذكور الحيتان الزعنفية حوالي 19 متر، بينما الأنثى 20 متر، حيث أن أحجام الأنثى تكون أكبر من الذكور. لم يتم قياس الوزن الإجمالي لحوت زعنفي بالغ، لذا اعتمد على الحسابات في تحديد الوزن المتوسط للحوت، والذي يتراوح ما بين 45 ألف إلى 63 ألف كجم للإناث والذكور على حد السواء.
يسود اللون الرمادي أو البني المسود جوانب الجسم والأجزاء العلوية منه. يوجد خطان ذو شكل مثلثي أفتح في اللون، يبدآن من منتصف الجهة الخلفية للفتحتان التنفسيان، ويتجهان إلى الأسفل حول الجوانب وحتى الذيل، وإلى الأعلى بشكل خط مائل وصولاً إلى الزعنفة الظهرية. وقد تشكل بعض الخطوط البيضاء حول العينين والأذنين نمطاً يدعى باللهيب أو "Blaze". للزعنفة الظهرية 6 أشكال رئيسية، يمكن من خلالها الاستدلال على الأفراد، كما يمكن استخدام الأنماط المختلفة السابق ذكرها، بالإضافة إلى الخدوش التي تصاب بها الحيتان، كوسيلة للتعرف على الأفراد المختلفة.
كذلك، يتميز هذا الحوت بفكيه الغير متناظرة في اللون، حيث أن الجهة اليمنى من الفك السفلي والبالين الذي يحويه بيضاء اللون، بينما الجهة اليسرى أدكن. يمكن رؤية مثل هذا النمط في بعض حيتان المنك، لكنه خصيصة مميزة تتمتع بها الحيتان الزعنفية دون غيرها، ولا يعرف العلماء إلى الآن فائدة هذا التلون. يلقب الحوت الزعنفي بـ «كلب الصيد البحري» نظراً لقوته العضلية وسرعته الفائقة التي تصل إلى 25 عقدة.

## التغذية
يتغذى الحوت الزعنفي على مجموعة واسعة من الكائنات بحسب وفرة الطعام في البيئة التي يعيش فيها، وتشمل الأسماك الصغيرة التي تسبح في جماعات، كإنقليس الرمل، والقشريات كالكريل ومجدافيات الأرجل، والحبار. أجريت بعض الدراسات حول سلوك الحوت الزعنفي أثناء التغذية، ولوحظ بأنه يدور في حلقات حول مجموعات الأسماك الصغيرة بسرعة كبيرة حتى يقوم بجمعها في مكان واحد محدد ثم ينعطف يميناً ويستخدم الطيات الموجودة في جزئه السفلي لزيادة حجم بلعومه، فيتمكن من بلع كميات كبيرة من المياه المحتوية على الطعام. الحوت الزعنفي من الحيتان البالينية، فيتغذى عن طريق تصفية طعامه من الماء عند إغلاق فمه، طارداً الماء خارجاً وحابساً الطعام داخل الفم بالقرب من اللسان، بواسطة صفائح البالين المطوية المعلقة من جانبي الفك العلوي، والتي يتراوح عددها ما بين 262 إلى 473 صفيحة، ويصل طولها إلى 76 سم، بينما يبلغ عرضها 30 سم. الصفائح الموجودة على يسار الفك تتلون بالأصفر الكريمي والأزرق الرمادي بشكل متتابع، بينما يتلون الثلث الأمامي من الصفائح الموجودة على يمين الفك باللون الأصفر الكريمي. يستهلك هذا الحوت ما يقارب من طنين (1814 كجم) من الطعام بشكل يومي.

## الانتشار
تنتشر الحيتان الزعنفية في جميع محيطات العالم، وهي غالباً ما تهاجر إلى المياه الشبه استوائية للتزواج خلال فصل الصيف، وإلى المياه القطبية للتغذية خلال فصل الشتاء، وقد أثبتت بعض الدراسات أن الحيتان قد تختفي في المحيطات العميقة.